# Avlidna 1994
Detta är en lista över kända personer som har avlidit under 1994.

## Januari
- 1 januari – Cesar Romero, 86, amerikansk skådespelare, bland annat känd för rollen som Jokern i Läderlappen.
- 8 januari – Hans Asplund, 72, svensk arkitekt, professor vid Lunds tekniska högskola.
- 11 januari – Helmut Poppendick, 92, tysk SS-läkare.
- 12 januari – Gunnar Hägglöf, 89, svenskt statsråd, Sveriges första FN-ambassadör.
- 14 januari – Torsten Gustafsson, 73, svensk centerpartistisk politiker, försvarsminister 1981–1982.
- 15 januari
  - Harry Nilsson, 52, amerikansk sångare och kompositör.
  - Inga Thorsson, 78, svensk diplomat och politiker,
- 20 januari – Hugo Hasslo, 82, svensk operasångare (baryton).
- 21 januari – Ingrid Björnberg, 80,[1] barnflicka på Stockholms slott från 1938.[2]
- 23 januari – Yngve Nordwall, 84, svensk skådespelare och regissör.
- 25 januari – Sven Perfors, 72, svensk militär.
- 29 januari – Ulrike Maier, 26, österrikisk alpin skidåkare.
- 31 januari – François Bronett, 61, svensk cirkusdirektör.

## Maj
- 30 maj – Lennart Cedrup, 70, svensk journalist.[3][4]

## September
- 3 september
  - Billy Wright, 70, engelsk fotbollsspelare och -tränare.
  - Fylgia Zadig, 72, svensk skådespelare.
- 4 september – Folke Mellvig, 81, svensk författare och manusförfattare.
- 5 september – Harry Brandelius, 84, svensk schlagersångare.
- 6 september – Nicky Hopkins, 50, brittisk musiker, pianist.
- 7 september – Anders "Bubben" Burström, 45, svensk komiker och musiker.
- 9 september – Patrick O'Neal, 66, amerikansk skådespelare.
- 11 september – Jessica Tandy, 85, amerikansk skådespelare.
- 17 september
  - Kristian Almgren, 23, svensk skådespelare.
  - Karl Popper, 92, brittisk filosof.
- 25 september – Bengt Logardt, 79, svensk tandläkare, regissör, skådespelare manusförfattare och kompositör.
- 28 september – Pierre Isacsson, 46, svensk sångare (Estoniakatastrofen).